# 불고불리의 원칙
불고불리의 원칙(不告不理－原則, Nemo iudex sine actore)이란 소송법상의 개념으로 소송 당사자사이에 주장하지 않은 사실에 대하여 판사가 개입하지 않는다는 당사자주의의 기본원칙이다. 청구범위 재판주의라고도 한다. 중세시대의 규문주의(법원의 직권 소추심판)를 벗어난 근대법의 대원칙으로 자리잡은 탄핵주의(법원 이외의 제3자의 소추에 의한 소송시작)의 기본 이념이다.

## 형사소송법
‘소추가 없으면 심판 없다’는 원칙으로 법원은 검사가 공소를 제기하여야만 심리를 개시할 수 있고(소송계속), 공소장에 기재된 사실과 동일성을 가지는 사건만이 소송의 대상이 된다(심판범위의 한정).

## 민사소송법
- 제203조 (처분권주의)는 법원은 당사자가 신청하지 아니한 사항에 대하여는 판결하지 못한다.
- 제136조 (석명권(석명권)·구문권(구문권) 등 ) ①재판장은 소송관계를 분명하게 하기 위하여 당사자에게 사실상 또는 법률상 사항에 대하여 질문할 수 있고, 증명을 하도록 촉구할 수 있다.